# Arnold River (Grey River)
Der Arnold River ist ein Fluss im Grey District in der Region West Coast auf der Südinsel von Neuseeland.

## Geographie
Der Arnold River entsteht mit dem Abfluss bei Moana aus dem Lake Brunner / Moana. Von dort aus schlängelt sich der Fluss in nordnordwestliche Richtung, bis er nach knapp 12 km Flussverlauf zur Stromerzeugung aufgestaut und ein Teil seines Wassers in das rund 500 m nordnordwestlich liegende Kraftwerk zur Stromerzeugung abgeführt wird. Rund 2,3 Flusskilometer von der Stauschwelle entfernt bekommt der Fluss sein Wasser wieder. Nach insgesamt 27 km mündet der Arnold River in den Grey River/Māwheranui.
Begleitet wird der Arnold River auf seiner gesamten Länge von der Eisenbahnstrecke der Midland Line und der Arnold Valley Road einer Straßenverbindung zwischen Moana im Süden und dem New Zealand State Highway 7 im Norden.

## Wasserkraftwerk
Die Arnold Power Station, deren Lage schon weiter oben beschrieben, wurde im Jahr 1932 errichtet und bringt eine durchschnittliche Leistung von 25 GWh pro Jahr. Die Anlage wird von der Firma Trustpower betrieben.

## Weitere Nutzung
Der Fluss wird zum Wildwasserkajakfahren und Forellenangeln genutzt.